# Detlev von Ahlefeldt (1747–1796)
Detlev von Ahlefeldt (* 15. Juni 1747; † 1796) war Königlich Dänischer Kammerherr und Landrat.

## Leben
Detlev von Ahlefeldt war der Sohn des Adligen Gutsherren Johann Rudolph von Ahlefeldt (1712–1770) und dessen zweiter Frau Margaretha Ollegard (1717–1763) geb. von Brockdorff, Tochter des Detlev von Brockdorff, Herr auf Saxdorf, Neuhaus und Groß-Nordsee und dessen Frau Dorothea geb. von Rantzau aus dem Hause Neuhaus. Seine erste Frau war Heilwig Conradine Gräfin von Ahlefeldt (* 1748) aus dem Hause Eschelsmark, von der er sich 1778 scheiden ließ. Am 29. Mai 1783 heiratete er seine zweite Frau Georgine Juliane von Ahlefeldt (1764–1821), Tochter des Siegfried Ernst von Ahlefeldt (1721–1792), Herr auf Lindau. Sie heiratete nach dem Tod von Detlev von Ahlefeldt am 28. Juni 1796 den Freiherren Ernst Eberhard Cuno Langwerth von Simmern. Aus beiden Ehen entstammte je ein Sohn, Johann Rudolph von Ahlefeldt (1775–1848), der später Charlotte von Ahlefeld heiratete, und Ernst Carl von Ahlefeldt (1785–1877), Herr der Güter Oehe und Rögen.